# Bai (ubangische Sprache)
Die Sprache Bai (auch: Belanda, Biri, BGamba, Gumba, Mbegumba und Mvegumba genannt; ISO 639-3: bdj) ist eine ubangische Sprache, die von der ethnischen Gruppe der Bai im Südsudan gesprochen wird.
Sie hat nur noch 2.500 Sprecher und ist vom Aussterben bedroht, da immer mehr Sprecher die neue Amtssprache des Südsudan, Englisch und ältere Menschen zumeist Arabisch sprechen oder gesprochen haben. Einige können auch das Ndogo als Zweitsprache.
Gemeinsam mit der Sprache Belanda Viri bildet die Sprache die Sprachgruppe Sere-Bviri.